# پلیس راهنمایی و رانندگی فراجا
پلیس راهنمایی و رانندگی فراجا که به‌اختصار پلیس راهوَر نیز خوانده می‌شود، یکی از ارگان‌های انتظامی ایران است، که زیرمجموعهٔ فرماندهی انتظامی جمهوری اسلامی ایران فعالیت می‌کند و در حال حاضر فرماندهی آن بر عهدهٔ سرتیپ دوم سید تیمور حسینی است.
پلیس راهنمایی و رانندگی فراجا از پلیس راهنمایی و رانندگی استان‌ها و پلیس راه کل کشور تشکیل می‌شود. پلیس راه در سطح استان‌ها از پلیس راهور مستقل عمل می‌کند، اما در سطح کلان (کشوری) زیر مجموعه آن است.

## وظایف
- کنترل ترافیک در معابر درون‌شهری و برون‌شهری
- نظارت بر عملکرد آموزشگاه‌های رانندگی (پایه یکم، پایه دوم، پایه سوم) و صدور گواهینامهٔ ملی و بین‌المللی متقاضیان
- نظارت بر اجرای قانون معاینه فنی خودروها
- صدور دفترچه کار خودروهای عمومی
- بررسی و کنترل تصادفات
- رسیدگی به تخلفات رانندگی
- پیشگیری از تصادفات جاده‌ای
- تدوین و صدور و ابلاغ دستورالعمل در کلیه زمینه‌های مربوط به حمل و نقل و عبور و مرور جاده‌ای
- صدور سند و ساخت و توزیع و نصب پلاک خودروها[۱]

## فرماندهان
- سرتیپ دوم محمد رویانیان (۱۳۸۴-۱۳۸۸)
- سرتیپ دوم اسکندر مؤمنی (۱۳۸۸-۱۳۹۴)
- سرتیپ دوم تقی مهری (۱۳۹۴-۱۳۹۷)
- سرتیپ دوم سید کمال هادیانفر (۱۳۹۷-۱۴۰۲)
- سرتیپ دوم سید تیمور حسینی (۱۴۰۲-اکنون)

## خودروها
| وضعیت                      |       | خودرو |
| -------------------------- | ----- | ----- |
| فعال                       | شاهین |       |
| بنز E کلاس                 |       |       |
| بنز C کلاس                 |       |       |
| پژو ۲۰۷آی                  |       |       |
| تویوتا راو۴ تویوتا هایلوکس |       |       |
| تویوتا لندکروزر            |       |       |
| رنو مگان                   |       |       |
| سمند و مشتقات آن           |       |       |
| سوزوکی گرند ویتارا         |       |       |
| کیا سراتو                  |       |       |
| نیسان تینا                 |       |       |
| نیسان ماکسیما              |       |       |
| وانت کاپرا                 |       |       |